# 摩尔多瓦共产党
摩尔多瓦共产党（羅馬尼亞語：Partidul Comunist din Moldova）是摩尔多瓦的一个已不存在的共产主义政党。该党成立于2012年。它的意识形态是共产主义、马克思列宁主义。它的领导人是伊戈尔·库彻。它的总部位于基希讷乌。
该党认为摩尔多瓦共和国共产党人党已经变成一个假冒的共产党和自由派资产阶级政党，服务于摩尔多瓦前总统、摩尔多瓦共和国共产党人党主席弗拉迪米尔·沃罗宁之子、商人奥列格·沃罗宁的利益。该党领导人伊戈尔·库彻说：“在摩尔多瓦共和国共产党人党执政的8年里，贫者愈贫，富者愈富。”